# Semiothisa rhyngiata
Semiothisa rhyngiata är en fjärilsart som beskrevs av Achille Guenée 1858. Semiothisa rhyngiata ingår i släktet Semiothisa och familjen mätare. Inga underarter finns listade i Catalogue of Life.